# Halowe Mistrzostwa Europy w Lekkoatletyce 1982 – bieg na 60 m przez płotki mężczyzn
Bieg na 60 metrów przez płotki mężczyzn – jedna z konkurencji biegowych rozgrywanych podczas halowych lekkoatletycznych mistrzostw Europy w Palasport di San Siro w Mediolanie. Eliminacje, półfinały i bieg finałowy zostały rozegrane 7 marca 1982. Zwyciężył reprezentant Związku Radzieckiego Aleksandr Puczkow. Obrońca tytułu zdobytego na poprzednich mistrzostwach Arto Bryggare z Finlandii tym razem odpadł w półfinale.

## Rezultaty

### Eliminacje
Rozegrano 3 biegi eliminacyjne, do których przystąpiło 14 biegaczy. Awans do półfinału dawało zajęcie jednego z pierwszych trzech miejsc w swoim biegu (Q). Skład półfinałów uzupełniło trzech zawodników z najlepszym czasem wśród przegranych (q).
Opracowano na podstawie materiału źródłowego.
Bieg 1
| Miejsce | Zawodnik           | Czas | Uwagi |
| ------- | ------------------ | ---- | ----- |
| 1       | Axel Schaumann     | 7,79 | Q     |
| 2       | Javier Moracho     | 7,87 | Q     |
| 3       | Roberto Schneider  | 7,97 | Q     |
| 4       | Daniele Fontecchio | 7,99 | q     |

Bieg 2
| Miejsce | Zawodnik           | Czas | Uwagi |
| ------- | ------------------ | ---- | ----- |
| 1       | Jurij Czerwaniow   | 7,75 | Q     |
| 2       | Płamen Krystew     | 7,75 | Q     |
| 3       | Mark Holtom        | 7,81 | Q     |
| 4       | Karl-Werner Dönges | 7,94 | q     |
| 5       | Marco Braccini     | 7,99 | q     |

Bieg 3
| Miejsce | Zawodnik          | Czas | Uwagi |
| ------- | ----------------- | ---- | ----- |
| 1       | Aleksandr Puczkow | 7,83 | Q     |
| 2       | Arto Bryggare     | 7,94 | Q     |
| 3       | György Bakos      | 8,01 | Q     |
| 4       | Georg Präst       | 8,03 |       |
| 5       | Philippe Hatil    | 8,37 |       |

### Półfinały
Rozegrano 2 biegi półfinałowe, w których wystartowało 12 biegaczy. Awans do finału dawało zajęcie jednego z trzech pierwszych miejsc w swoim biegu (Q).
Opracowano na podstawie materiału źródłowego.
Bieg 1
| Miejsce | Zawodnik          | Czas | Uwagi |
| ------- | ----------------- | ---- | ----- |
| 1       | Płamen Krystew    | 7,68 | Q     |
| 2       | Aleksandr Puczkow | 7,78 | Q     |
| 3       | Axel Schaumann    | 7,87 | Q     |
| 4       | Arto Bryggare     | 7,89 |       |
| 5       | Roberto Schneider | 7,97 |       |
| 6       | Marco Braccini    | 7,98 |       |

Bieg 2
| Miejsce | Zawodnik           | Czas | Uwagi |
| ------- | ------------------ | ---- | ----- |
| 1       | Karl-Werner Dönges | 7,71 | Q     |
| 2       | Jurij Czerwaniow   | 7,71 | Q     |
| 3       | Mark Holtom        | 7,72 | Q     |
| 4       | Javier Moracho     | 7,77 |       |
| 5       | György Bakos       | 7,94 |       |
| 6       | Daniele Fontecchio | 8,17 |       |

### Finał
Opracowano na podstawie materiału źródłowego.
| Miejsce | Zawodnik           | Czas |
| ------- | ------------------ | ---- |
| 1       | Aleksandr Puczkow  | 7,73 |
| 2       | Płamen Krystew     | 7,74 |
| 3       | Karl-Werner Dönges | 7,80 |
| 4       | Axel Schaumann     | 7,82 |
| 5       | Mark Holtom        | 7,83 |
| –       | Jurij Czerwaniow   | DNF  |